# 성시헌 익사공신록
성시헌 익사공신록(成時憲 翼社功臣錄)은 조선 광해군 5년에 임해군의 역모사건 때 공을 세운 48인 가운데 한 사람인 성시헌에게 내려진 익사공신 3등의 필사본 교서이다.
이 공신록을 하사받은 성시헌은 선조 때부터 관리에 나아가 언관직을 두루 지냈으며, 성품이 쇠로 만든 화살과 같고, 일찍부터 쟁신으로 이름을 나타냈으며, '옷속에 갑옷을 입는 마음을 먹었겠다'는 등의 평가를 받았던 인물이다.
공신록의 내용은 한 계급이 특진되고, 장자가 세습해서 그 봉록을 잃지 않게 하여 영원히 계속되게 하였으며, 만일 자식이 없으면 생질이나 사위에게까지도 계급을 올려줄 수 있도록 한 것이다. 또한 반당 6명, 노비 3명, 구사 3명, 전답 10결, 은 5량, 옷감1벌, 내구마 1필을 하사받았다.
2010년 6월 10일, 서울시 관할 구역 밖인 제주도와 부산시로 반영구 반출됨에 따라 서울시문화재위원회의 의결에 의해 서울특별시 유형문화재 지정을 해제하였다.

## 같이 보기
- 익사공신

## 참고 자료
- 성시헌 익사공신록 - 국가유산청 국가유산포털

 본 문서에는 서울특별시에서 지식공유 프로젝트를 통해 퍼블릭 도메인으로 공개한 저작물을 기초로 작성된 내용이 포함되어 있습니다.